# Церковь Святителей Гурия, Варсонофия и Германа
Церковь Гурия, Германа и Варсонофия, Казанских Чудотворцев — православный храм Бирской епархии, расположенный в городе Бирске Республики Башкортостан. Храм расположен по адресу: г. Бирск, ул. Коммунистическая, 48.

## История
В конце XIX века в городе Бирске, бывшем столицей уезда, решили построить новый храм, в котором кроме богослужений на церковно-славянском, проводились бы богослужения на черемисском (марийском) и татарском языках.
К 1894 году был создан строительный комитет, проводился сбор пожертвований. Храм заложен летом 1895 года на средства горожан, купцов Н. С. Капустина и С. М. Белова. Осенью 1898 года строительство храма было закончено. В 1898 году на купол храма был воздвигнут колокол. В апреле 1899 года новый храм был освящен во имя Казанских святителей XVI века Гурия, Варсонофия и Германа — просветителей инородцев бывшего Казанского ханства. Кирпичная церковь построена одноглавая в византийском стиле с отдельно стоящей трёхъярусной колокольней. В народе бытует также название церкви, как «инородческая»
В годы Советской власти храм был закрыт, на нём была снесена надвратная звонница. В здании храма в разное время работали комсомольский клуб, ресторан, исторический музей, склады, электростанция.
В середине 1980-х годов в храме проходила реставрация. В 1994 году храм вернули Уфимской епархии. По состоянию на 2017 год это действующий храм Бирской епархии. При храме работает воскресная школа.